# أتيلا كوفاتش (مسايف)
أتيلا كوفاتش (بالمجرية: Kovács Attila)‏ هو مسايف مجري، ولد في 30 ديسمبر 1939 في بودابست في المجر، وتوفي بنفس المكان في 11 نوفمبر 2010.

## وصلات خارجية
- أتيلا كوفاتش على موقع أوليمبيديا (الإنجليزية)